# Нижний Матур
Нижний Матур (хак. Индіркi Мадыр) — деревня в Таштыпском районе Хакасии в долине реки Матур.
Расположено на р. Матур в 48 км к северу от райцентра — села Таштып. Расстояние до ближайшей ж.-д. станции Абаза — 73 км.
Численность населения — 203 чел. (на 01.01.2004), в том числе, хакасы — 69 %, русские — 22 %, украинцы, шорцы, чуваши, татары.
Село основано в XIX веке (точные данные отсутствуют). Имеются начальная школа, клуб и библиотека.

## Население
| 2002 | 2010 |
| ---- | ---- |
| 194  | ↘181 |